# Nicolò Anselmi

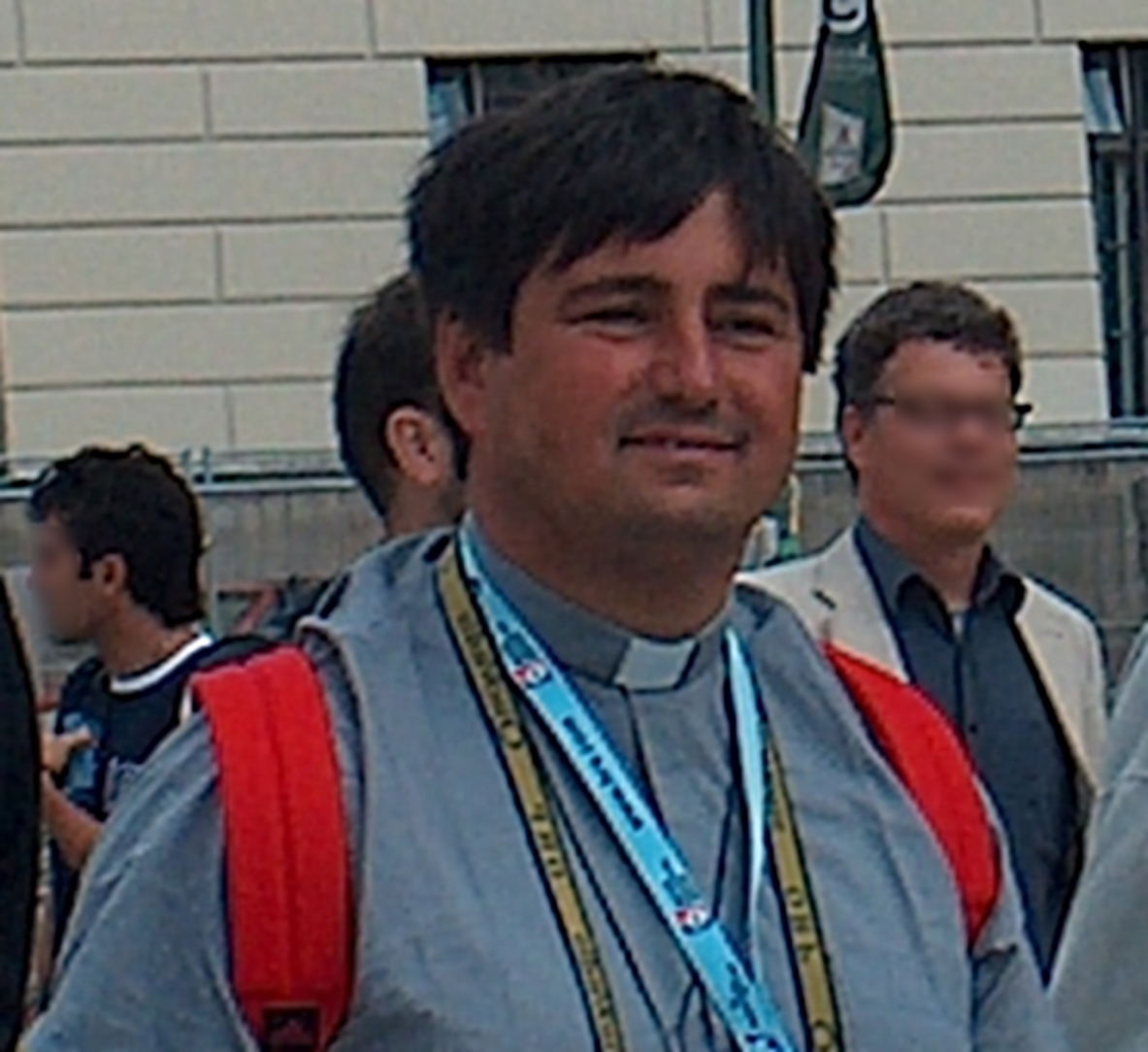
Nicolò Anselmi 2005 in Berlin

Wappen von Nicolò Anselmi

Nicolò Anselmi (* 9. Mai 1961 in Genua) ist ein italienischer Geistlicher und römisch-katholischer Bischof in Rimini.

## Leben
Nicolò Anselmi erwarb zunächst einen Abschluss als Maschinenbauingenieur an der Universität Genua und trat nach dem Militärdienst in das erzbischöfliche Priesterseminar in Genua ein. Er empfing am 9. Mai 1992 die Priesterweihe für das Erzbistum Genua.
Nach Kaplansdiensten war er von 1993 bis 2007 Diözesanjugendseelsorger und von 1994 bis 2001 zusätzlich Assistent der Jugend der Katholischen Aktion im Erzbistum Genua. Von 1997 bis 2007 leitete er die Jugendseelsorge in der Kirchenregion Ligurien und von 2007 bis 2012 war er Verantwortlicher für die Jugendpastoral in Italien. Neben seinem Engagement als Jugendseelsorger nahm er weitere Aufgaben als Religionslehrer, in der Pfarrseelsorge und der Berufungspastoral wahr.
Anschließend war er Bischofsvikar für die Jugend-, Hochschul- und Sportseelsorge im Erzbistum Genua, Kanoniker und Propst am Kollegiatstift der Basilika Santa Maria delle Vigne. Papst Benedikt XVI. verlieh ihm im Januar 2012 den Ehrentitel eines Päpstlichen Ehrenkaplans.
Papst Franziskus ernannte ihn am 10. Januar 2015 zum Weihbischof in Genua und Titularbischof von Utica. Die Bischofsweihe spendete ihm der Erzbischof von Genua, Angelo Kardinal Bagnasco, am 8. Februar desselben Jahres. Mitkonsekratoren waren der Präsident der Güterverwaltung des Apostolischen Stuhls, Domenico Kardinal Calcagno, und der Bischof von Chiavari, Alberto Tanasini. Kardinal Bagnasco ernannte ihn zudem zum Generalvikar. Innerhalb der italienischen Bischofskonferenz ist er Sekretär der bischöflichen Kommission für Familie, Jugend und Leben.
Am 17. November 2022 ernannte ihn Papst Franziskus zum Bischof von Rimini. Die Amtseinführung fand am 22. Januar des folgenden Jahres statt.